# Museo Archeologico di Milano

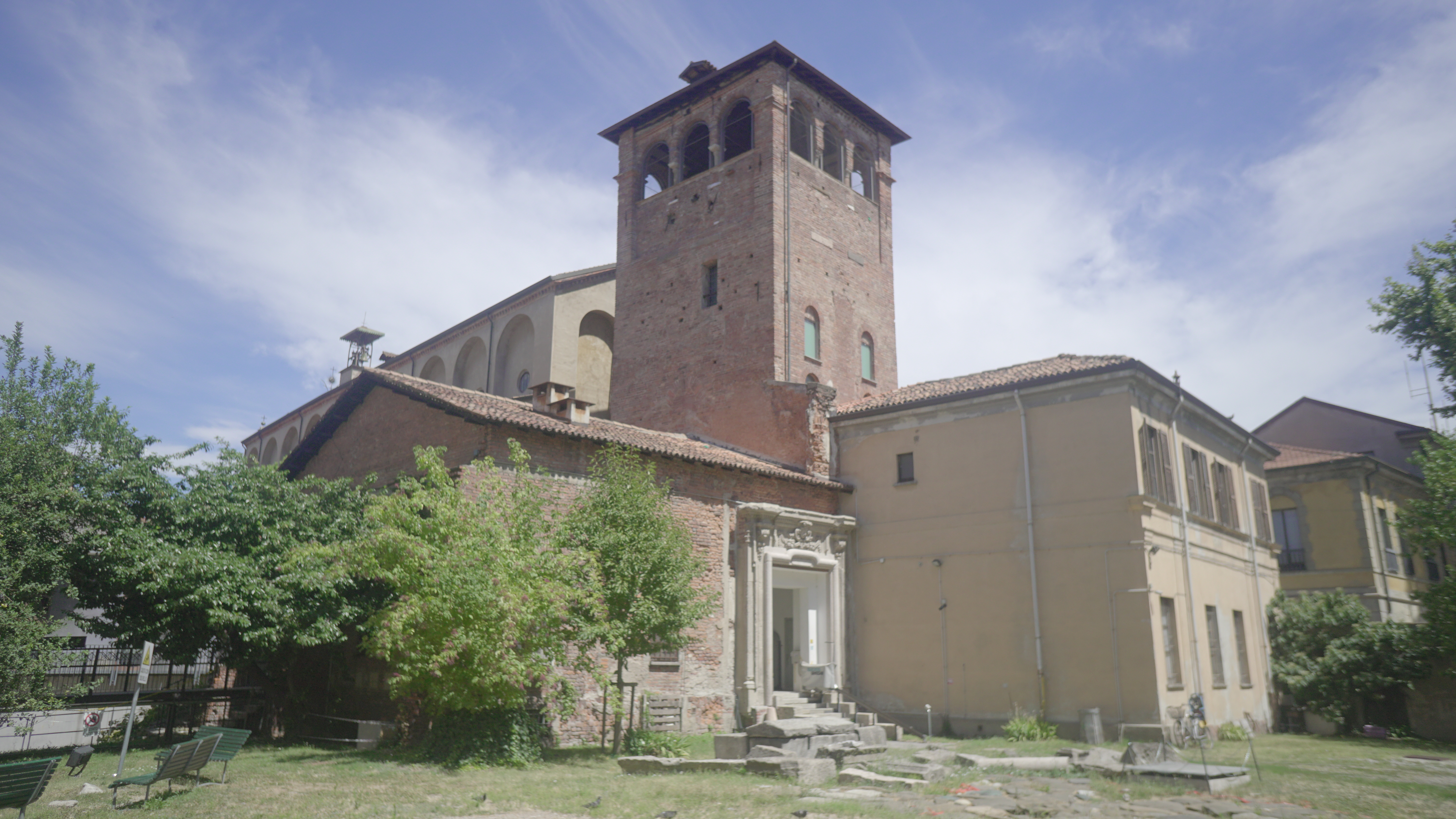
Romanischer Turm im Museum

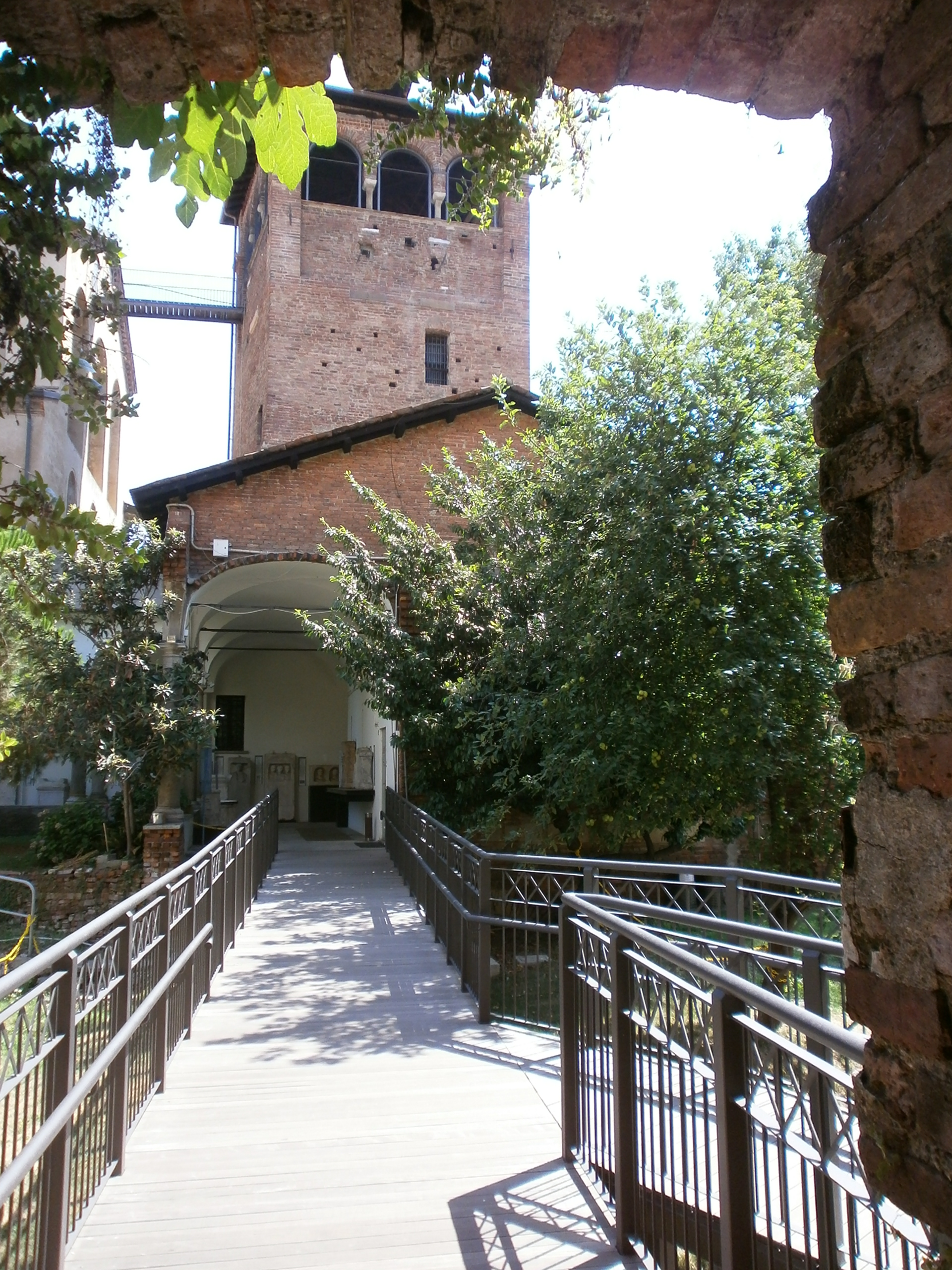
Klosteranlage Monastero Maggiore

Das Museo Archeologico di Milano ist das zweite größere archäologische Museum neben dem Castello Sforzesco in Mailand (Lombardei, Italien), das sich der Antike und dem Frühen Mittelalter widmet. Es befindet sich im Corso Magenta 15 und wurde 1862 gegründet.

## Sammlungen
Das Museum zeigt auf zwei Ebenen vor allem Exponate aus etruskischer, griechischer und römischer Zeit. Schwerpunkt ist die Stadtgeschichte Mailands vom 1. bis zum 4. Jahrhundert. Daneben werden Beispiele der Gandhara-Kultur präsentiert. Zur Anlage gehört auch ein unbebauter Bereich mit Teilen der Stadtmauer aus dem ausgehenden 3. bis zum 4. Jahrhundert und Resten der frühmittelalterlichen Klosteranlage Monastero Maggiore. Die Kirche San Maurizio kann sowohl über einen eigenen Eingang von der Straße als auch über die Ausstellungsräume des Museums betreten werden.